# Mns Mee
Mns Mee is een bestuurslaag in het regentschap Lhokseumawe van de provincie Atjeh, Indonesië. Mns Mee telt 2505 inwoners (volkstelling 2010).